# Brixia Tour 2007
Die 7. Brixia Tour ist ein Rad-Etappenrennen, dass vom 26. Juli bis 29. Juni 2007 stattfand. Es wird in vier Etappen über eine Distanz von 675,8 Kilometern ausgetragen. Das Rennen zählt zur UCI Europe Tour 2007, Kategorie 2.1.

## Etappen
| Etappe     | Tag      | Start – Ziel                 | km    | Etappensieger     | Gesamtwertung   |
| ---------- | -------- | ---------------------------- | ----- | ----------------- | --------------- |
| 1. Etappe  | 26. Juli | Brescia – Toscolano-Maderno  | 157,4 | Davide Rebellin   | Davide Rebellin |
| 2a. Etappe | 27. Juli | Esine – Breno                | 81,5  | Giovanni Visconti | Davide Rebellin |
| 2b. Etappe | 28. Juli | Pian Camuno – Borno          | 98,4  | Emanuele Sella    | Davide Rebellin |
| 3. Etappe  | 3. Juni  | Concesio – Passo Maniva      | 156,5 | Ruslan Pidgornyy  | Davide Rebellin |
| 4. Etappe  | 4. Juni  | Pisogne – Darfo Boario Terme | 184,5 | Francesco Chicchi | Davide Rebellin |